# 相馬市作
相馬 市作（そうま いちさく、1860年 - 没年不明）は、日本の実業家、地家主。百十三銀行、相馬商店取締役。函館貯蓄銀行、弁天倉庫各監査役。族籍は北海道平民。旧姓・竹内。

## 人物
北海道人・竹内長三郎の二男。相馬省三の養兄。相馬確郎の養伯父。相馬家の養子となり1910年、養弟・2代相馬哲平方より分かれて一家を創立した。銀行、会社の重役だった。住所は北海道函館市大町。

## 家族・親族
相馬家
- 妻・クワ（1863年 - ?、養父・初代相馬哲平の長女）[2]
- 男・五一郎（1905年 - ?）[3]
- 三女・キヨ（1892年 - ?、養子・雄二の妻）[3]
- 四女・トモ（1895年 - ?、養子・英二の妻）[3]
- 養子
  - 雄二（1888年 - ?、三女・キヨの夫、北海道、笹谷亀太郎の三男）[3]
  - 英二（1892年 - ?、四女・トモの夫、愛知、小栗卓衛の弟）[3]
- 孫[3]